# Hedy Lamarr
Hedy Lamarr (/ˈhɛdi/; tên khai sinh Hedwig Eva Maria Kiesler; sinh ngày 9 tháng 11 năm 1914 –  mất ngày 19 tháng 1 năm 2000) là một nữ diễn viên và nhà phát minh người Mỹ gốc Áo. Sau sự nghiệp điện ảnh ngắn ngủi ở Tiệp Khắc, gồm cả đóng phim chính kịch khiêu dâm lãng mạn Ecstasy (1933), bà trốn khỏi người chồng đầu tiên Friedrich Mandl và bí mật chuyển đến Paris. Sau khi đến Luân Đôn, bà gặp gỡ Louis B. Mayer, rồi được ông trao cho hợp đồng đóng phim ở Hollywood. Lamarr trở thành ngôi sao màn bạc với vai diễn trong phim chính kịch lãng mạn Algiers (1938). Bà gặt hái thành công vang dội hơn nữa với tác phẩm Viễn Tây Boom Town (1940) và phim chính kịch White Cargo (1942). Bộ phim thành công nhất của Lamarr là tác phẩm sử thi tôn giáo Samson and Delilah (1949). Bà còn đóng phim truyền hình trước khi phim cuối của bà được ra mắt vào năm 1958. Năm 1960, bà được ghi danh bằng một ngôi sao trên Đại lộ Danh vọng Hollywood.
Đầu Thế chiến II, Lamarr và George Antheil đã đồng phát minh hệ thống dẫn đường vô tuyến cho ngư lôi của quân Đồng Minh - sử dụng công nghệ trải phổ (spread spectrum) và nhảy tần (fequency hopping) nhằm đánh bại mối đe dọa từ nhiễu sóng vô tuyến (radio jamming) của Phe Trục. Tuy nhiên trong Thế chiến II, công nghệ không được sử dụng trong các hệ thống tác chiến. Đến sau chiến tranh, công nghệ ấy mới được áp dụng độc lập với bằng sáng chế của họ.

## Thân thế
Lamarr có tên khai sinh là Hedwig Eva Maria Kiesler, sinh năm 1914 tại Viên, Áo. Bà là con một của Gertrud "Trude" Kiesler (nhũ danh Lichtwitz) và Emil Kiesler. Cha bà xuất thân từ gia đình Do Thái gốc Galica ở Lemberg, Vương quốc Galicia và Lodomeria - thuộc địa phận của Đế quốc Áo (nay là Lviv ở Ukraina). Ở thập niên 1920, ông làm phó giám đốc ngân hàng Wiener Bankverein, và đến cuối đời thì làm giám đốc ở ngân hàng Creditanstalt-Bankverein hợp nhất. Mẹ bà là một nghệ sĩ dương cầm gốc Budapest, xuất thân từ một gia đình thượng lưu người Do Thái gốc Hungary. Bà đã cải đạo sang Công giáo và được miêu tả là một "tín đồ tu nghiệp Công giáo". Bà nuôi con gái mình thành tín đồ Công giáo, song lúc ấy Hedy chưa được rửa tội.:8
Lúc nhỏ, Lamarr thể hiện sự quan tâm đến diễn xuất và bị mê đắm trước điện ảnh và kịch nghệ. Năm 12 tuổi, bà giành chiến thắng một cuộc thi sắc đẹp ở Viên. Bà còn bắt đầu học về các phát minh công nghệ với cha mình, ông là người đưa bà đi dạo và giải thích về cách vận hành của các thiết bị.

## Sự nghiệp điện ảnh ở Châu Âu

### Những tác phẩm đầu tiên
Lamarr đang theo học lớp diễn xuất ở Viên thì một ngày nọ, bà quên mang một mẩu giấy ghi chú của mẹ mình nên đi đến hãng phim Sascha, rồi được thuê làm giám sát kịch bản. Trong lúc công tác ở đây, bà sắm một vai quần chúng trong phim hài lãng mạn Geld auf der Straße (1930), tiếp đó đóng một vai nhỏ có thoại trong phim hài Sturm im Wasserglas (1931). Sau đó nhà sản xuất Max Reinhardt đã chọn bà đóng trong một vở kịch có tên gọi The Weaker Sex - được công diễn tại Nhà hát Theater in der Josefstadt. Reinhardt quá ấn tượng với Lamarr đến nỗi mang theo bà trở về Berlin.
Tuy nhiên, thực tế bà chưa bao giờ được đào tạo diễn xuất với Reinhardt hay có mặt trong bất kì tác phẩm nào của ông ở Berlin. Thay vào đó, bà gặp nhà sản xuất kịch người Nga Alexis Granowsky. Lamarr được ông chọn đóng cùng Walter Abel và Peter Lorre trong tác phẩm đạo diễn đầu tay của mình mang tên Die Koffer des Herrn O.F. (1931). Không lâu sau, Granowsky chuyển đến Paris, song Lamarr chọn ở lại Berlin và được giao vai chính trong Man braucht kein Geld (1932) - tác phẩm phim hài do Carl Boese làm đạo diễn. Kế đến Lamarr đóng trong bộ phim đưa tên tuổi của bà trở nên nổi tiếng với khán giả quốc tế.

#### Ecstasy

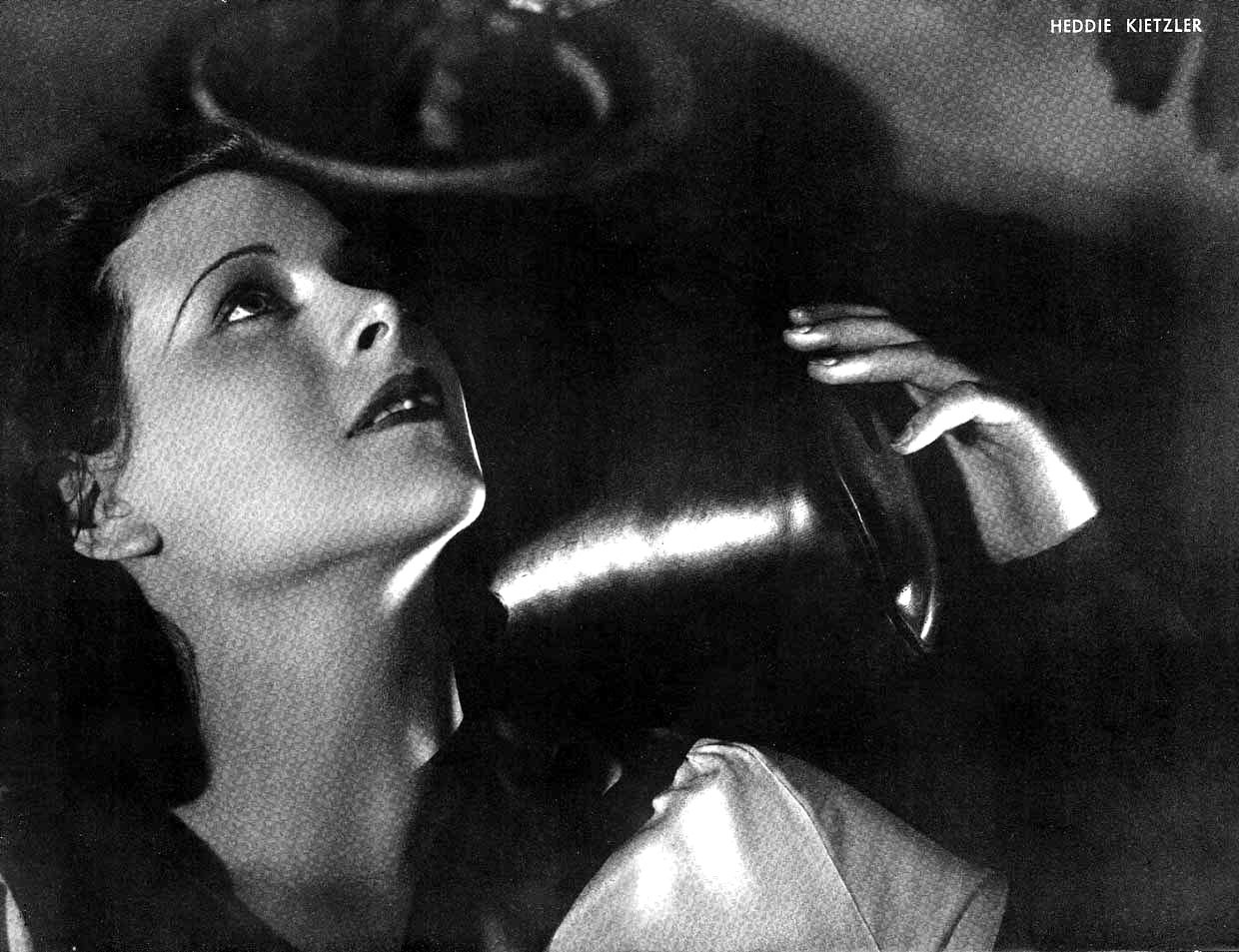
Lamarr trong một ảnh chụp vào năm 1934 với tên gọi "Heddie Kietzler"

Đầu năm 1933, khi mới 18 tuổi, Lamarr được giao vai chính trong bộ phim Ecstasy của đạo diễn Gustav Machatý. Trong phim, bà vào vai một người vợ trẻ bị người chồng lớn tuổi, lạnh lùng và vô cảm ruồng rẫy. Bộ phim mang lại cho Lamarr cả danh tiếng lẫn tai tiếng, bởi trong đó có những cảnh khỏa thân ngắn và đặc biệt là hình ảnh bà thể hiện gương mặt cực khoái. Sau này, Lamarr lên tiếng rằng bà đã bị đạo diễn và nhà sản xuất "lừa gạt" khi họ sử dụng ống kính góc rộng telephoto (telephoto lenses) công năng cao để quay mà không thông báo trước. Tuy nhiên, những tuyên bố này của bà đã bị đạo diễn bác bỏ.

Tuy trở nên thất vọng và vỡ mộng về việc tìm những vai diễn khác, tác phẩm lại gây được sự chú ý của thế giới sau khi thắng một giải tại Liên hoan phim Venezia. Bộ phim được xem là một tác phẩm nghệ thuật ở khắp châu Âu. Ở Mỹ, phim bị xem là gợi dục quá đà và nhận phải phản hồi tiêu cực, đặc biệt từ nhóm khán giả nữ. Phim bị cấm chiếu ở Đức và Mỹ.

#### Chạy trốn

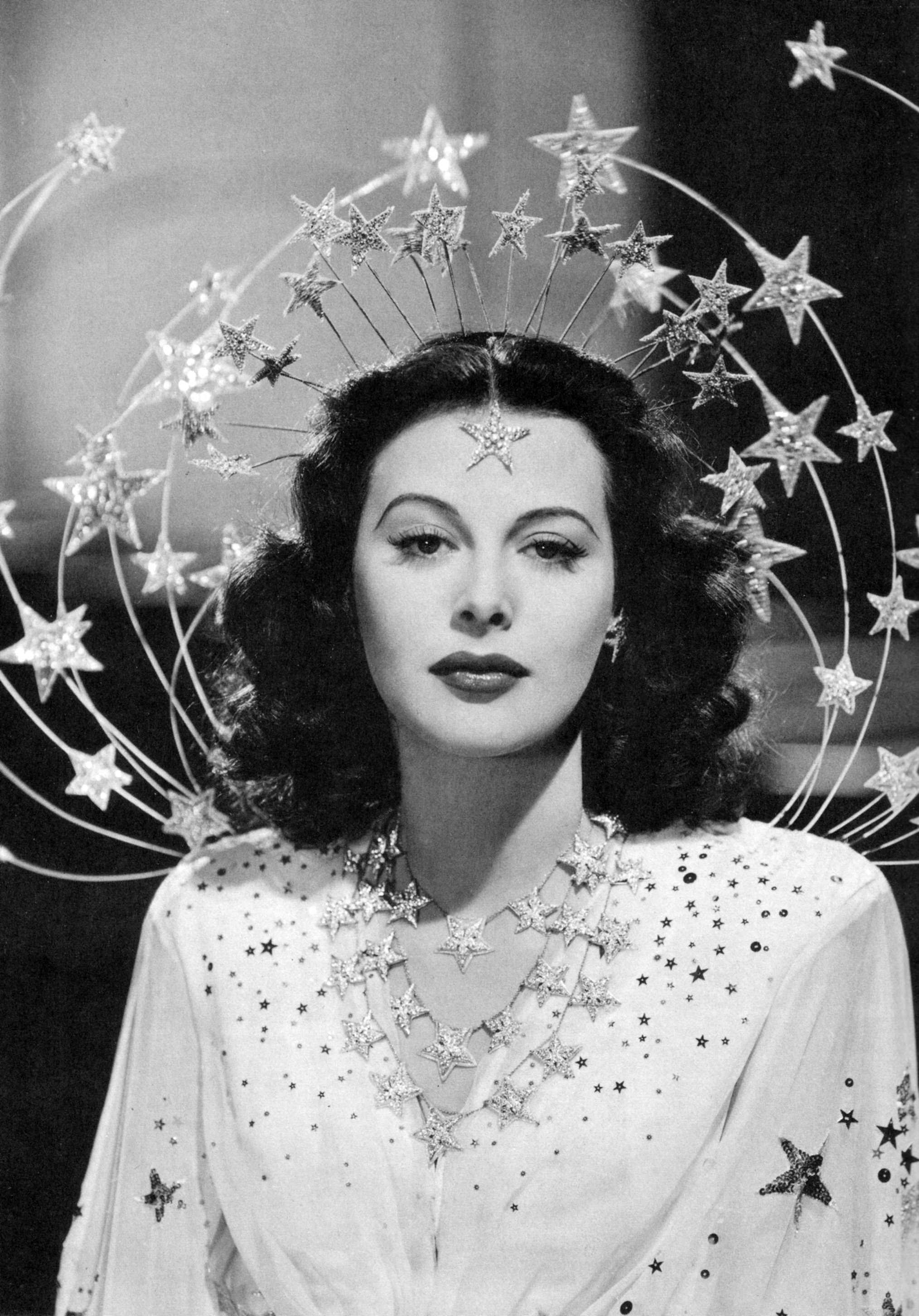
Ảnh tĩnh chụp Lamarr trong studio ở bộ phim Ziegfeld Girl (1941)

Lamarr cũng tham gia một số vai diễn trên sân khấu, trong đó có vai trong Sissy – vở kịch về Nữ vương Elisabeth của Áo, công diễn tại Viên. Tác phẩm nhận được nhiều lời khen từ giới phê bình. Người hâm mộ liên tục gửi hoa hồng đến phòng thay đồ và thậm chí còn cố đột nhập vào hậu trường để gặp mặt. Lamarr đã từ chối gần hết, bao gồm cả một người đàn ông kiên quyết hơn tất cả – Friedrich Mandl. Mandl muốn tìm hiểu và tiếp cận bà bằng mọi giá.
Mandl là một tay buôn vũ khí và nhà sản xuất đạn dược người Áo, được xem là người đàn ông giàu thứ ba ở Áo. Lamarr có cảm tình trước tình cách hấp dẫn và quyến rũ của ông, một phần là do khối tài sản khổng lồ ông đang sở hữu. Cha mẹ bà (đều là người gốc Do Thái) không chấp nhận mối quan hệ này, vì Mandl có liên hệ với nhà lãnh đạo phát xít người Ý Benito Mussolini và sau đó là cả Führer Adolf Hitler, song họ không thể ngăn cản được cô con gái bướng bỉnh. Ngày 10 tháng 8 năm 1933, Lamarr kết hôn với Mandl tại Karlskirche. Năm ấy, bà 18 tuổi và ông ta 33 tuổi. Trong cuốn tự truyện Ecstasy and Me, bà miêu tả Mandl là một người chồng cực kỳ độc đoán, kịch liệt phản đối cảnh bà diễn cực khoái trong Ecstasy và ngăn bà theo đuổi nghiệp diễn xuất. Bà cho biết bà bị giam hãm như một tù nhân tại tư dinh Schloss Schwarzenau của họ.
Hedy Lamarr kể về cuộc hôn nhân với Mandl.
Mandl có quan hệ xã hội và kinh doanh mật thiết với chính phủ Ý. Ông bán đạn dược cho đất nước này và cũng có quan hệ với chế độ Quốc xã của Đức, ngay cả khi cha ông là người gốc Do Thái, giống như Hedy. Lamarr ghi chép rằng các nhà độc tài từ hai quốc gia đều tham gia những bữa tiệc xa hoa tại tư gia của Mandl. Lamarr tháp tùng Mandl trong các buổi họp kinh doanh, tại đây chồng bà trao đổi với các nhà khoa học và chuyên gia khác về công nghệ quân sự. Những buổi họp này đã đưa bà tiếp cận với ngành khoa học ứng dụng và nuôi dưỡng tài năng khoa học tiềm ẩn trong con người bà.
Cuối cùng, cuộc hôn nhân của Lamarr với Mandl trở nên không thể hàn gắn, và bà quyết định tự ly thân khỏi chồng và đất nước vào năm 1937. Trong tự truyện, bà kể rằng đã cải trang thành hầu gái và bay đến Paris, nhưng theo những lời kể khác thì bà đã thuyết phục Mandl đeo toàn bộ chỗ trang sức để dự bữa tối, rồi sau đó biến mất.

## Sự nghiệp ở Hollywood

### Louis B. Mayer và MGM

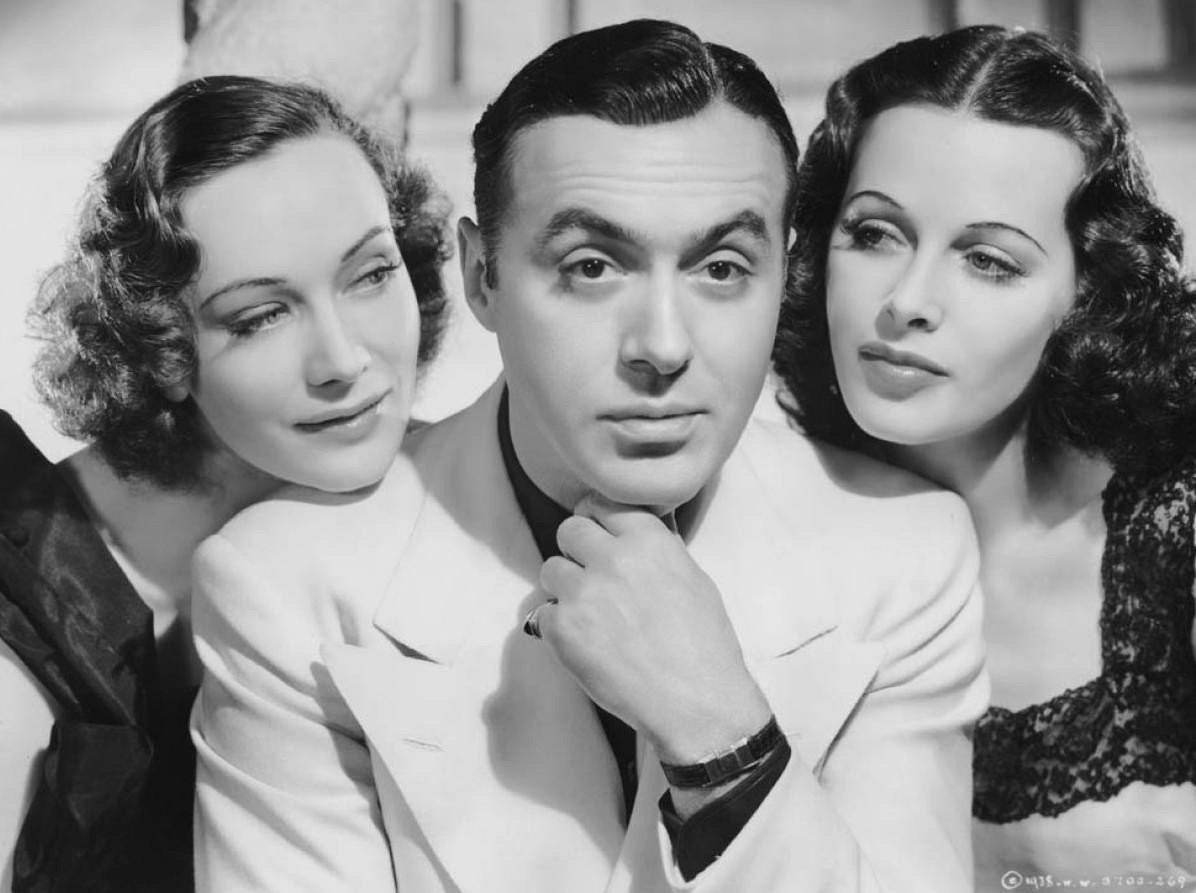
Sigrid Gurie (trái) và Hedy Lamarr (phải) đều sắm vai nữ chính của bạn diễn nam Charles Boyer trong phim Algiers (1938).

Sau khi đặt chân đến Luân Đôn, vào năm 1937, bà gặp gỡ Louis B. Mayer - giám đốc của MGM và hiện đang đi khắp châu Âu để tìm kiếm tài năng mới. Ban đầu bà từ chối đề nghị mà ông đưa ra (125 đô la Mỹ/tuần), song sau đó bà quyết định đặt vé lên cùng chuyến bay giống ông đến New York, tận dụng cơ hội để gây ấn tượng và thuyết phục ông tăng mức hợp đồng lên 500 đô la Mỹ/tuần. Mayer thuyết phục bà đổi tên thành Hedy Lamarr (để tránh nhắc đến danh tính thật của bà, và biệt hiệu nổi tiếng "Ecstasy lady" gắn liền với nữ diễn viên). Ông chọn họ Lamarr để tri ân tới ngôi sao Barbara La Marr xinh đẹp, theo gợi ý của người vợ vốn ngưỡng mộ La Marr. Năm 1938, Mayer đưa bà đến Hollywood và bắt đầu lăng xê bà thành "người phụ nữ đẹp nhất thế giới".
Mayer đã gửi Lamarr cho Walter Wanger mượn trong lúc Wagner đang làm phim Algiers (1938) - bản làm lại của Mỹ với bộ phim Pháp Pépé le Moko (1937). Lamarr được chọn vào vai chính đóng với Charles Boyer. Shearer kể rằng bộ phim "đã làm cả nước xúc động mạnh".:77 Bà được quảng cáo là một nữ diễn viên Áo vô danh nhưng được công khai rộng rãi, nhờ đó gây được sự mong đợi từ khán giả. Mayer hi vọng bà sẽ trở thành một Greta Garbo hay Marlene Dietrich thứ hai.:77 Theo lời một khán giả, khi gương mặt bà lần đầu xuất hiện trên màn ảnh, "mọi người đều kinh ngạc ... Vẻ đẹp của Lamarr thật sự làm người ta phải nín thở.":2

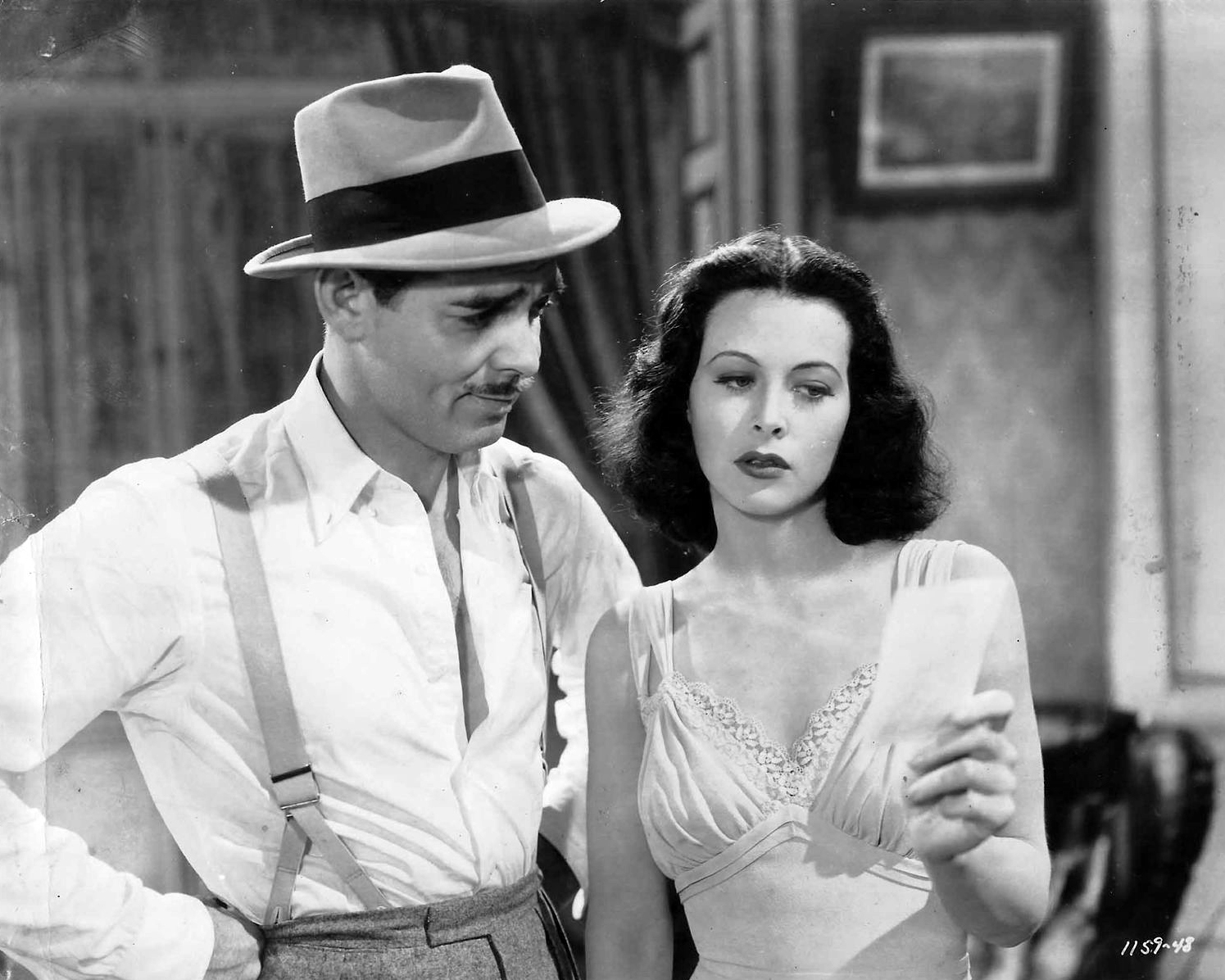
Clark Gable và Lamarr trong phim Comrade X (1940)

Trong những bộ phim tương lai ở Hollywood, bà luôn được giao vai cố định (typecast) là người phụ nữ quyến rũ song có thân thế kỳ lạ. Bộ phim Mỹ thứ hai bà tham gia là I Take This Woman, đóng cùng Spencer Tracy dưới sự chỉ đạo của Josef von Sternberg (thường xuyên cộng tác với Dietrich). Von Sternberg bị sa thải trong lúc ghi hình, và người thay thế ông là Frank Borzage. Phim bị tạm ngừng sản xuất, còn Lamarr được tham gia vào dự án Lady of the Tropics (1939). Trong phim này, ba thủ vai một phụ nữ lai quyến rũ ở Sài Gòn, diễn cùng Robert Taylor. Bà trở lại với dự án phim I Take This Woman, lần này do W. S. Van Dyke tái ghi hình. Kết quả là phim thất bại khi ra mắt thị trường.
Lamarr tham gia một tác phẩm nổi tiếng hơn nhiều là Boom Town (1940) với Clark Gable, Claudette Colbert và Spencer Tracy, cùng kinh phí 5 triệu đô la Mỹ. MGM nhanh chóng chọn Lamarr và Gable để cùng đóng tiếp trong Comrade X (1940). Đây là một phim hài theo phong cách của Ninotchka (1939) và cũng trở nên ăn khách. Lamarr sắm vai một người tị nạn từ Viên trong Come Live with Me (1941), diễn cùng James Stewart. Stewart cũng tham gia dự án Ziegfeld Girl (1941). Trong phim này, Lamarr, Judy Garland và Lana Turner thủ vai các nữ vũ công chuyên diễn ở hộp đêm (showgirl) đầy tham vọng. Phim cũng đạt được thành công. Lamarr là diễn viên nhận cát-sê cao nhất trong phim H. M. Pulham, Esq. (1941), song nhân vật chính của bộ phim do Robert Young thủ diễn. Bà đóng phim thứ ba với Tracy là Tortilla Flat (1942). Tác phẩm thành công tại thị trường phòng vé, giống phim Crossroads (1942) mà bà đóng với William Powell.
Lamarr thể hiện vai một người phụ nữ quyến rũ kỳ lạ gốc Ả Rập tên Tondelayo trong phim White Cargo (1942) - trong phim bà hưởng cát-sê xếp trên cả Walter Pidgeon. Tác phẩm đã đạt thành công lớn. White Cargo chứa câu thoại được xem là đáng nhớ nhất của bà, đó là một lời mời đầy khiêu khích: "Tôi là Tondelayo. Tôi làm bữa trưa nhẹ cho anh nhé?" Câu thoại này là đại diện cho nhiều vai diễn của Lamarr, nhấn mạnh nhan sắc và sự gợi cảm của bà khi bà chỉ có tương đối ít thoại. Việc thiếu những thử thách trong diễn xuất đã làm bận lòng Lamarr. Bà được cho là đã tìm đến việc sáng tạo nhằm giải tỏa nỗi buồn chán của mình.
—Tác giả Richard Rhodes miêu tả cách mà bà thích nghi với nền văn hóa Mỹ.
Lamarr tái hợp với Powell trong phim hài The Heavenly Body (1944), rồi được Warner Bros mượn đóng trong phim The Conspirators (1944). Hãng Warner Bros làm vậy để cố tái lập thành công của Casablanca (1943), và RKO mượn bà diễn trong phim tâm lý tình cảm Experiment Perilous (1944). Trở lại MGM, Lamarr diễn cặp cùng Robert Walker trong phim hài lãng mạn Her Highness and the Bellboy (1945). Trong phim này, bà sắm vai một công chúa phải lòng một chàng trai ở New York. Phim trở nên cực kỳ nổi tiếng, nhưng lại là phim cuối mà bà đóng theo hợp đồng với MGM.
Trong những năm ấy, cuộc đời và tính cách của bà ngoài đời khác khá nhiều so với hình ảnh của bà trên màn bạc. Phần lớn thời gian, bà cảm thấy cô đơn và nhớ nhà. Bà có thể bơi ở hồ bơi của người đại diện, song tránh xa bãi biển và những đám đông chú ý đến mình. Khi được được hỏi xin chữa ký, bà thắc mắc sao lại có người muốn chữ ký của bà. Cây viết Howard Sharpe phỏng vấn Lamarr và nêu ấn tượng về bà: "Hedy sở hữu nét tinh tế cá nhân đáng kinh ngạc nhất. Cô ấy biết nghệ thuật làm phụ nữ của châu Âu. Cổ biết đàn ông muốn gì ở một mỹ nữ, những điều thu hút họ, và cô ép mình trở thành hình mẫu như vậy. Cô ấy có sức quyến rũ với sự ấm áp - mà cả Dietrich hay Garbo đều không có được." Lamarr còn có sở thích nói về bản thân ở ngôi thứ ba.

#### Gây quỹ cho thời chiến
Lamarr muốn tham gia Hội đồng nhà phát minh quốc gia (NIC), nhưng bị Charles F. Kettering và những thành viên khác ở NIC khuyên rằng bà có thể hỗ trợ tốt hơn cho cuộc chiến bằng cách sử dụng danh tiếng của mình để bán trái phiếu chiến tranh. Lamarr tham gia một chiến dịch bán trái phiếu chiến tranh với một thủy thủ tên là Eddie Rhodes. Rhodes ở trong đám đông mỗi lần Lamarr xuất hiện, và bà sẽ gọi anh lên sân khấu. Bà sẽ tán tỉnh anh một lúc, rồi hỏi khán giả rằng bà có nên tặng anh ta một nụ hôn không. Khi đám đông trả lời đồng ý, thì Hedy sẽ đáp rằng bà sẽ làm thế nếu có đủ người mua trái phiếu chiến tranh. Sau khi khách hàng mua đủ trái phiếu chiến tranh, bà sẽ hôn Rhodes và anh sẽ quay về chỗ khán giả. Sau đó, họ sẽ đến một cuộc vận động mua trái phiếu chiến tranh tiếp theo.

#### Nhà sản xuất

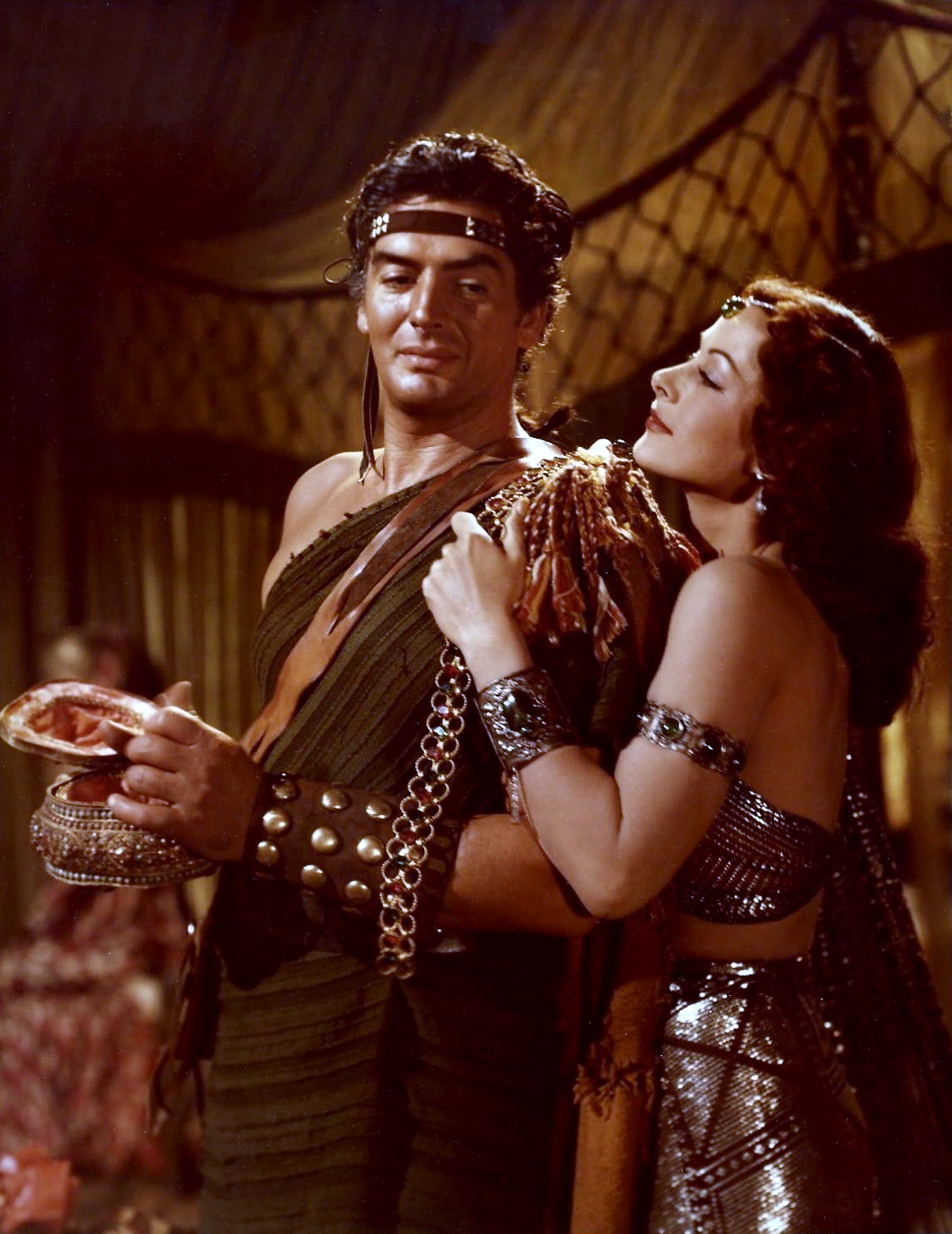
Victor Mature và Lamarr trong phim Samson and Delilah (1949)

Sau khi rời MGM vào năm 1945, Lamarr lập nên một công ty sản xuất với Jack Chertok và làm bộ phim giật gân The Strange Woman (1946). Tác phẩm đội vốn kinh phí và chỉ thu được lợi nhuận ít ỏi. Tiếp đó, bà và Chertok làm phim Dishonored Lady (1947). Đây lại là một tác phẩm giật gân khác có sự tham gia diễn xuất của Lamarr và cũng bị đội vốn kinh phí, song không thành công về mặt thương mại. Bà thử sức làm phim hài Let's Live a Little (1948) với Robert Cummings.

#### Những phim tiếp theo
Lamarr gặt hái thành công lớn nhất khi thủ vai Delilah cùng Victor Mature (vai Samson) trong Samson and Delilah của Cecil B. DeMille. Đây là bộ phim ăn khách nhất năm 1950 và thắng hai giải Oscar. Lamarr trở lại MGM để đóng một phim noir với John Hodiak mang tên A Lady Without Passport (1950), song tác phẩm đã thất bại nặng nề khi ra mắt thị trường. Bà làm hai phim điện ảnh nữa với Paramount: một tác phẩm đề tài viễn Tây là Copper Canyon (1950) của Ray Milland và một phim chế nhại đề tài điệp viên mang tên My Favorite Spy (1951) của Bob Hope.

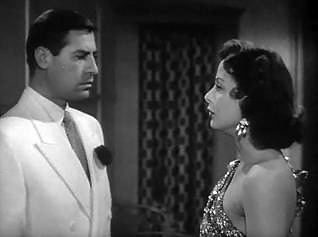
Lamarr diễn cùng John Hodiak trong phim A Lady Without Passport (1950)

Sự nghiệp của Lamarr có dấu hiệu đi xuống. Bà sang Ý để sắm nhiều vai trong phim Loves of Three Queens (1954) - tác phẩm mà bà kiêm vai trò sản xuất. Tuy nhiên do thiếu kinh nghiệm cần có để làm nên một tác phẩm sử thi thành công, nên bà đã mất hàng triệu đô la Mỹ và không thể nắm quyền phân phối bộ phim. Lamarr thủ diễn vai Jeanne d' Arc trong bộ phim sử thi bị giới phê bình chê bai thậm tên mang tên The Story of Mankind (1957) của Irwin Allen và làm các tập phim của Zane Grey Theatre ("Proud Woman") và Shower of Stars ("Cloak and Dagger"). Bộ phim cuối của bà là tác phẩm giật gân The Female Animal (1958). Lamarr ký hợp đồng diễn trong phim Picture Mommy Dead (1966), song bị khai trừ khỏi đoàn phim khi bà ngã quỵ vì kiệt sức trong lúc ghi hình bộ phim. Người thay thế bà diễn vai Jessica Flagmore Shelley là Zsa Zsa Gabor.

## Sự nghiệp phát minh
Tuy rằng Lamarr không được đào tạo bài bản và chủ yếu là tự học, song bà đã đầu tư khoảng thời gian rảnh (kể cả đợt nghỉ giữa các lượt quay trên phim trường) để thiết kế và vẽ sơ đồ phát minh. Những phát minh ấy gồm có đèn giao thông và thuốc viên hòa tan được trong nước để tạo ra một loại đồ uống có ga và hương vị.

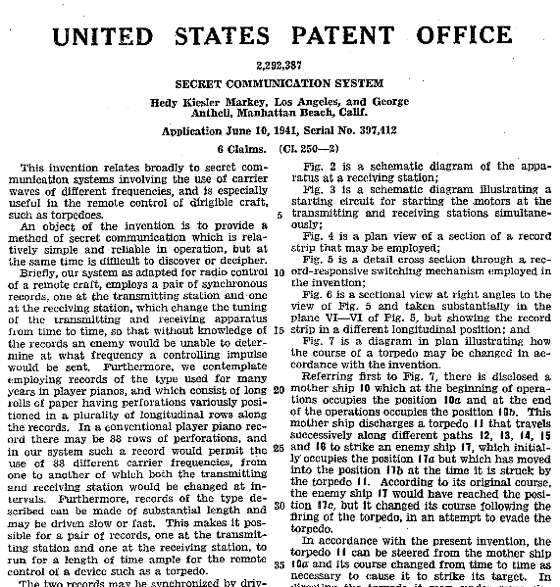
Bản sao bằng sáng chế "Hệ thống liên lạc bí mật" của Hoa Kỳ

Cuối thập niên 1930, Lamarr tham gia các buổi giao dịch vũ khí với tay buôn vũ khí và người chồng lúc ấy là Fritz Mandl, "có thể nhằm nâng cao cơ hội bán được hàng". Từ những buổi gặp ấy, bà hiểu rằng hải quân cần "cách để dẫn đường cho ngư lôi khi nó phóng dưới nước." Một ý tưởng được đề xuất là kiểm soát vô tuyến. Tuy nhiên, kẻ thù đã có thể gây nhiễu vô tuyến (radio jamming) hệ thống dẫn đường cho ngư lôi và làm nó chệch hướng.
Sau đó khi bàn vấn đề cùng người bạn mới - nhà soạn nhạc kiêm nghệ sĩ dương cầm George Antheil, bà nảy ra ý tưởng ngăn nhiễu sóng bằng nhảy tần (frequency hopping) - tình cờ liên quan đến những tác phẩm âm nhạc của Antheil. Trong tác phẩm cũ, Antheil cố gắng đồng bộ nhảy tần nốt nhạc (note-hopping) được sử dụng làm đoạn nhạc avant-garde trong nhạc nền của bộ phim Ballet Mécanique (1923–24). Tác phẩm có sử dụng âm thanh của hàng loạt dương cầm tự chơi (player piano) đã được đồng bộ. Ý tưởng của Antheil trong bản nhạc là đồng nhất mốc thời gian bắt đầu của dương cầm tự chơi với cuộn ghi dương cầm (player piano roll), vì thế các đoạn chơi dương cầm sẽ chơi khớp nhịp với nhau. Họ cùng nhau nhận ra rằng tần số vô tuyến có thể được thay đổi theo cách tương tự - sử dụng chung cơ chế song thu hẹp lại.
Dựa trên sức nặng từ các bản đề xuất ban đầu gửi cho Hội đồng nhà phát minh quốc gia (NIC) vào cuối tháng 12 năm 1940, đầu năm 1941, NIC giới thiệu Antheil với Samuel Stuart Mackeown (giáo sư ngành kỹ thuật điện tại Caltech) để tư vấn về hệ thống điện. Lamarr đã thuê hãng luật Lyon & Lyon soạn đơn xin cấp bằng sáng chế. Ngày 11 tháng 8 năm 1942, tấm Bằng sáng chế Hoa Kỳ số 2,292,387, được cấp dưới tên hợp pháp là Hedy Kiesler Markey. Phát minh được đệ trình cho Hải quân, song họ từ chối vì cho rằng nó quá lớn nên khó nhét vào ngư lôi được. Bị sốc trước hành động của Hải quân, Lamarr và Antheil đã ngừng theo đuổi nghiệp phát minh. Lamarr nhận được lời tư vấn rằng nên đầu tư thời gian và sự chú ý để bán trái phiếu chiến tranh, vì bà là một người nổi tiếng. Tuy không được Hải quân Mỹ sử dụng trong Thế chiến II, song phát minh của bà đã được sử dụng trong cuộc khủng hoảng tên lửa Cuba (1962), và trở thành tiền thân của các công nghệ không dây hiện đại như Wi-Fi, Bluetooth và GPS. Do bằng sáng chế đã hết hạn, nên Lamarr không được hưởng bất cứ lợi nhuận gì từ phát minh của mình.

## Những năm tiếp theo
Ngày 10 tháng 4 năm 1953, ở tuổi 38, Lamarr chính thức trở thành công dân Hoa Kỳ. Năm 1966, bà phát hành cuốn tự truyện mang tên Ecstasy and Me. Tuy nhiên, trong một lần xuất hiện trên truyền hình, Lamarr khẳng định rằng cuốn sách không phải do bà viết, và phần lớn nội dung là hư cấu. Không lâu sau, bà kiện nhà xuất bản vì cho rằng người viết hộ (ghostwriter) Leo Guild đã bịa đặt nhiều chi tiết không đúng sự thật. Ngược lại, Lamarr cũng bị Gene Ringgold đâm đơn kiện, cáo buộc cuốn sách đã sao chép tài liệu từ một bài báo ông từng viết cho tạp chí Screen Facts vào năm 1965. Trước đó, vào cuối thập niên 1950, Lamarr cùng chồng cũ W. Howard Lee thiết kế và phát triển khu nghỉ dưỡng trượt tuyết Villa LaMarr tại Aspen, Colorado.
Năm 1966, Lamarr bị bắt giữ tại Los Angeles vì trộm cắp ở cửa hàng (shoplifting). Cuối cùng các cáo buộc bị bác bỏ. Năm 1991, bà bị bắt giữ với cùng tội danh trên ở Orlando, Florida, lần này là hành vi trộm thuốc nhuận tràng và thuốc nhỏ mắt trị giá 21,48 đô la Mỹ. Lamarr quyết định không phản đối để tránh xuất hiện tại tòa, và các cáo buộc bị bác bỏ để đổi lấy lời hứa rằng bà sẽ không vi phạm bất kỳ luật nào trong một năm.

### Sống ẩn dật
Thập niên 1970 là thập kỷ cho thấy Lamarr ngày càng sống ẩn dật. Bà được chào mời một số kịch bản, quảng cáo truyền hình và dự án sân khấu, song chẳng có gì làm bà hứng thú. Năm 1974, bà đệ đơn kiện Warner Bros. đòi bồi thường 10 triệu đô la Mỹ. Nữ diễn viên cho rằng bản giễu nhại tên bà ("Hedley Lamarr") trong tác phẩm hài Blazing Saddles của Mel Brooks đã xâm phạm quyền riêng tư của bà. Về sự việc, Brooks cho biết ông cảm thấy có phần hãnh diện. Hãng phim đã thu xếp ngoài tòa với phí danh nghĩa (nominal sum) không được tiết lộ cùng lời xin lỗi Lamarr vì "suýt dùng tên bà". Brooks cho rằng Lamarr "chẳng bao giờ hiểu được câu đùa ấy". Năm 1981, do thị lực suy giảm, Lamarr rút khỏi cuộc sống trước công chúng và định cư tại Miami Beach, Florida.
Một tấm hình khổng lồ vẽ Lamarr do Corel thực hiện đã giành ngôi quán quân trong cuộc thi thiết kế bìa phần mềm thường niên của CorelDRAW vào năm 1996. Trong một số năm, bắt đầu từ năm 1997, tấm hình có mặt trên hộp của bộ phần mềm. Lamarr kiện công ty sử dụng hình ảnh của bà mà chưa được bà cho phép. Corel phản bác rằng cô không sở hữu quyền nắm hình ảnh đó. Năm 1998, các bên đã đạt được thỏa thuận không được tiết lộ. Nhờ cống hiến cho ngành công nghiệp điện ảnh, Lamarr có một ngôi sao trên Đại lộ Danh vọng Hollywood tại số 6247 Hollywood Boulevard cạnh phố Vine.
Lamarr ghẻ lạnh với cậu con trai lớn James Lamarr Loder lúc anh mới 12 tuổi. Quan hệ của họ đột ngột chấm dứt, và anh chuyển đến ở cùng gia đình khác. Họ không nói chuyện lại với nhau trong gần 50 năm. Lamarr loại James Loder khỏi di chúc của bà, nên anh đã đâm đơn kiện đòi kiểm soát khối tài sản trị giá 3,3 triệu đô la Mỹ mà mẹ anh để lại vào năm 2000. Cuối cùng anh chấp nhận rút đơn với giá 50.000 đô la Mỹ.
Trong những thập niên cuối đời, điện thoại trở thành phương tiện liên lạc duy nhất của Lamarr với thế giới bên ngoài, ngay cả với các con và bạn bè thân thiết. Bà thường nói chuyện qua điện thoại trong sáu hoặc bảy giờ một ngày, song hiếm khi dành thời gian gặp trực tiếp bất kỳ ai trong những năm cuối đời.

### Qua đời

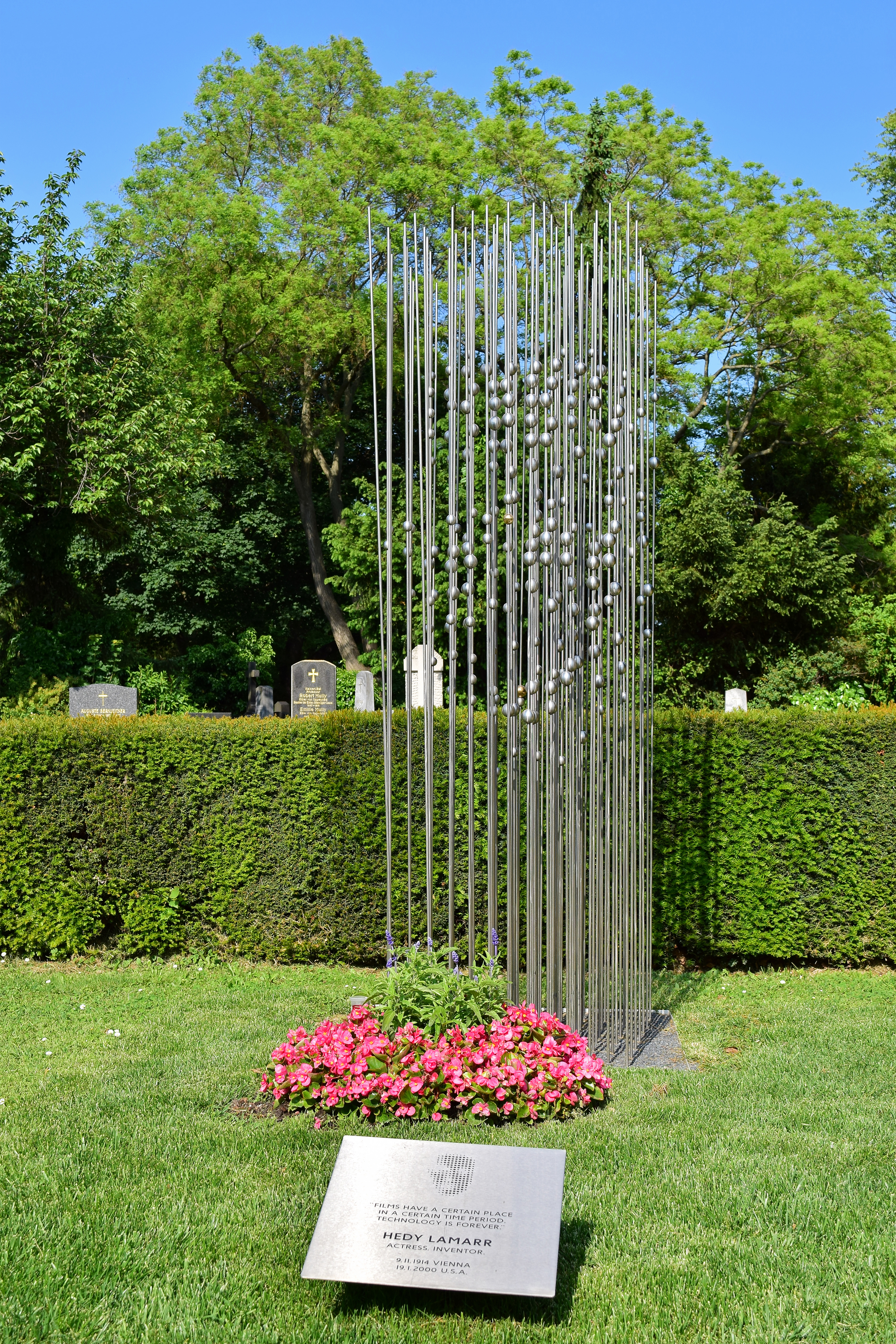
Đài tưởng niệm Hedy Lamarr tại Nghĩa trang trung tâm Viên (Nhóm 33G, Mộ số 80)

Ngày 19 tháng 1 năm 2000, Lamarr mất tại Casselberry, Florida, vì bị bệnh tim, thọ 85 tuổi. Con trai bà là Anthony Loder đã rải một phần tro cốt của bà tại Rừng Viên, Áo theo di nguyện của bà. Năm 2014, đài tưởng niệm Lamarr được khánh thành ở Nghĩa trang trung tâm Viên. Phần tro cốt còn lại của bà được chôn cất tại nơi này.

## Giải thưởng và ghi danh
Năm 1939, Lamarr được chọn là "nữ diễn viên mới triển vọng nhất" năm 1938 theo một cuộc bầu chọn do các nhà phê bình phim của Philadelphia Record tiến hành. Khán giả điện ảnh Anh đã bầu Hedy Lamarr là nữ diễn viên xuất sắc thứ 10 trong năm nhờ màn thể hiện của bà trong phim Samson and Delilah vào năm 1951. Năm 1960, Hedy Lamarr được ghi danh bằng một ngôi sao trên Đại lộ Danh vọng Hollywood.
Năm 1997, Lamarr và George Antheil cùng được ghi danh bằng giải người tiên phong (Pioneer Award) của Electronic Frontier Foundation. Lamarr cũng là người phụ nữ đầu tiên nhận giải Thành tựu tinh thần BULBIE Gnass của Hiệp hội phát minh. Giải thưởng được xem là "giải Oscar trong lĩnh vực phát minh" dành cho những cá nhân dành trọn đời lao động sáng tạo trong ngành nghệ thuật, khoa học, kinh doanh hoặc sáng chế, đóng góp đáng kể cho xã hội. Một năm sau, quê hương Áo của Lamarr trao cho nữ diễn viên Huân chương Viktor Kaplan của Hiệp hội chủ nhân bằng sáng chế và nhà phát minh Áo.
Năm 2006, phố Hedy-Lamarr-Weg được lập nên tại Meidling (quận thứ 12 của Viên), đặt theo tên nữ diễn viên. Năm 2013, Viện quang học và thông tin lượng tử (IQOQI) đã lắp đặt một kính viễn vọng lượng tử trên gác mái của Đại học Viên, họ đặt tên chiếc kính này theo tên bà vào năm 2014. Năm 2014, Lamarr được ghi danh truy tặng vào Đại sảnh danh vọng nhà phát minh quốc gia nhờ công nghệ nhảy tần. Cùng năm ấy, yêu cầu chôn phần tro cốt của Lamarr tại một ngôi mộ danh dự của thành phố Viên của Anthony Loder đã được thực hiện. Ngày 7 tháng 11, bình đựng tro cốt của bà được chôn tại Nghĩa trang trung tâm Viên ở nhóm 33 G, mộ số 80, cách không xa vị trí trung tâm của mộ tổng thống.
Ngày 9 tháng 11 năm 2015, Google ghi danh Lamarr nhân kỷ niệm 101 ngày sinh của bà, và một lần nữa ghi danh nữ diễn viên vào dịp kỷ niệm 109 ngày sinh của bà vào ngày 9 tháng 11 năm 2023 bằng một doodle. Ngày 27 tháng 8 năm 2019, một tiểu hành tinh được đặt theo tên bà là 32730 Lamarr. Ngày 6 tháng 8 năm 2023, các nhà sản xuất loạt phim Star Trek: Prodigy gồm Dan và Kevin Hageman đã công chiếu năm phút đầu tiên từ mùa hai của bộ phim, trình chiếu tàu USS Voyager-A lớp Lamarr mới nhằm tri ân bà.

## Hôn nhân và con cái
Lamarr đã kết hôn và ly dị sáu lần, và có ba người con:
1. Friedrich Mandl (kết hôn 1933–1937) - chủ tịch của Hirtenberger Patronen-Fabrik[78]
2. Gene Markey (kết hôn 1939–1941) - nhà biên kịch và nhà sản xuất. Bà nhận nuôi một bé trai trong cuộc hôn nhân của mình với Markey. Lamarr ghẻ lạnh cậu bé khi anh mới 12 tuổi. Quan hệ của họ đột ngột chấm dứt và họ không nói chuyện với nhau nữa trong gần 50 năm. Lamarr đã loại anh khỏi di chúc của bà.[55] Lamarr và Markey trú tại số 2727 Benedict Canyon Drive ở Beverly Hills, California trong thời gian chung sống, tại nơi có tên gọi là Điền trang Hedgerow. Họ sở hữu một chú chó giống Great Dane tên là Donner. Ngày nay, tư gia của họ vẫn còn.
3. John Loder (kết hôn 1943–1947) là một nam diễn viên. Hai người có chung một con gái tên là Denise (cô cưới nhà văn kiêm cựu cầu thủ bóng chạy Larry Colton) và một con trai tên Anthony (từng làm việc cho họa sĩ minh họa James McMullan).[79] Anthony Loder có mặt trong bộ phim tài liệu Calling Hedy Lamarr (2004).[58]
4. Ernest "Teddy" Stauffer (kết hôn 1951–1952) là một chủ sở hữu hộp đêm, chủ nhà hàng và cựu thủ lĩnh ban nhạc.
5. W. Howard Lee (kết hôn 1953–1960) là một trùm dầu mỏ ở Texas. Sau khi ly hôn với Lamarr, ông cưới nữ diễn viên Gene Tierney.
6. Lewis J. Boies (kết hôn 1963–1965) là luật sư ly hôn của Lamarr.

Sau vụ ly hôn thứ sáu và cuối cùng trong đời vào năm 1965, Lamarr vẫn sống một mình trong suốt 35 năm cuối đời. Suốt đời mình, Lamarr cho rằng con trai đầu tên James Lamarr Loder không phải con ruột mình và anh được nhân nuôi khi bà còn làm vợ của Gene Markey. Tuy nhiên, nhiều năm sau, James phát hiện ra tài liệu chứng minh anh là con trai ngoài giá thú của Lamarr và John Loder - người chồng thứ ba của bà sau này. Tuy nhiên, một xét nghiệm DNA được tiến hành sau đó chứng minh anh chẳng có quan hệ huyết thống nào với cả hai người.

## Danh sách phim
| Năm  | Tựa phim                     | Vai diễn                                                         | Ghi chú                            |
| ---- | ---------------------------- | ---------------------------------------------------------------- | ---------------------------------- |
| 1930 | Money on the Street          | Thiếu nữ                                                         | Tựa gốc: Geld auf der Straße       |
| 1931 | Storm in a Water Glass       | Thư ký                                                           | Tựa gốc: Sturm im Wasserglas       |
| 1931 | The Trunks of Mr. O.F.       | Helene                                                           | Tựa gốc: Die Koffer des Herrn O.F. |
| 1932 | No Money Needed              | Käthe Brandt                                                     | Tựa gốc: Man braucht kein Geld     |
| 1933 | Ecstasy                      | Eva Hermann                                                      | Tựa gốc: Ekstase                   |
| 1938 | Algiers                      | Gaby                                                             |                                    |
| 1939 | Lady of the Tropics          | Manon deVargnes Carey                                            |                                    |
| 1940 | I Take This Woman            | Georgi Gragore Decker                                            |                                    |
| 1940 | Boom Town                    | Karen Vanmeer                                                    |                                    |
| 1940 | Comrade X                    | Golubka/ Theodore Yahupitz/ Lizvanetchka "Lizzie"                |                                    |
| 1941 | Come Live with Me            | Johnny Jones                                                     |                                    |
| 1941 | Ziegfeld Girl                | Sandra Kolter                                                    |                                    |
| 1941 | H. M. Pulham, Esq.           | Marvin Myles Ransome                                             |                                    |
| 1942 | Tortilla Flat                | Dolores Ramirez                                                  |                                    |
| 1942 | Crossroads                   | Lucienne Talbot                                                  |                                    |
| 1942 | White Cargo                  | Tondelayo                                                        |                                    |
| 1944 | The Heavenly Body            | Vicky Whitley                                                    |                                    |
| 1944 | The Conspirators             | Irene Von Mohr                                                   |                                    |
| 1944 | Experiment Perilous          | Allida Bederaux                                                  |                                    |
| 1945 | Her Highness and the Bellboy | Công chúa Veronica                                               |                                    |
| 1946 | The Strange Woman            | Jenny Hager                                                      | Kiêm giám đốc sản xuất             |
| 1947 | Dishonored Lady              | Madeleine Damien                                                 |                                    |
| 1948 | Let's Live a Little          | Tiến sĩ J.O. Loring                                              |                                    |
| 1949 | Samson and Delilah           | Delilah                                                          | Bộ phim đầu tiên được quay có màu  |
| 1950 | A Lady Without Passport      | Marianne Lorress                                                 |                                    |
| 1950 | Copper Canyon                | Lisa Roselle                                                     |                                    |
| 1951 | My Favorite Spy              | Lily Dalbray                                                     |                                    |
| 1954 | Loves of Three Queens        | Helen thành Troy, Joséphine de Beauharnais, Genevieve of Brabant | Tựa gốc: L'amante di Paride        |
| 1957 | The Story of Mankind         | Jeanne d'Arc                                                     |                                    |
| 1958 | The Female Animal            | Vanessa Windsor                                                  |                                    |

## Xuất hiện trên đài phát thanh
| Ngày phát sóng       | Chương trình               | Tập                                        | Chú thích |
| -------------------- | -------------------------- | ------------------------------------------ | --------- |
| 7 tháng 7 năm 1941   | Lux Radio Theatre          | Algiers                                    |           |
| 29 tháng 12 năm 1941 | Lux Radio Theatre          | The Bride Came C.O.D.                      |           |
| 14 tháng 5 năm 1942  | Command Performance        | Edward G Robinson Hedy Lamarr Glenn Miller | [ 83 ]    |
| 5 tháng 10 năm 1942  | Lux Radio Theatre          | Love Crazy                                 |           |
| 2 tháng 8 năm 1943   | The Screen Guild Theatre   | Come Live with Me                          | [ 84 ]    |
| 26 tháng 9 năm 1942  | The Chase and Sanborn Hour | Hedy Lamarr                                | [ 85 ]    |
| 26 tháng 10 năm 1943 | Burns and Allen            | Hedy Lamarr                                | [ 86 ]    |
| 24 tháng 1 năm 1944  | Lux Radio Theatre          | Casablanca                                 |           |
| 4 tháng 2 năm 1945   | The Radio Hall of Fame     | Experiment Perilous                        | [ 87 ]    |
| 19 tháng 11 năm 1951 | Lux Radio Theatre          | Samson and Delilah                         |           |

## Trong văn hóa đại chúng
Trong cuốn tiểu thuyết đoạt giải Pulitzer The Caine Mutiny (1952) của Herman Wouk, Hedy Lamarr được nhắc tên trong chương 37 khi Trung úy kiêm luật sư bào chữa Barney Greenwald đối mặt với Trung úy Tom Keefer tại một bữa tiệc, sau khi Trung úy Stephen Maryk được tòa tuyên bố trắng án trong vụ nổi loạn Caine. Tác phẩm phim chế nhại đề tài Viễn Tây Blazing Saddles (1974) của Mel Brooks có một phản diện (do Harvey Korman thể hiện) tên là "Hedley Lamarr". Trong phim có một chi tiết hài là nhiều nhân vật gọi nhầm anh là "Hedy Lamarr", buộc anh phải cáu kỉnh đáp lại "Là Hedley chứ." Trong vở nhạc kịch off-Broadway Little Shop of Horrors (1982) và cả bản chuyển thể phim sau đó (1986), trong bài hát "Feed Me", Audrey II nói với Seymour rằng anh có thể cho Seymour bất kỳ điều gì anh ta muốn, kể cả "Một buổi hẹn hò với Hedy Lamarr."
Trong trò chơi video Half-Life 2 (2004), chú cua thú cưng của Tiến sĩ Kleiner tên là Lamarr, đặt theo tên của nữ diễn viên. Năm 2008, vở kịch off-Broadway Frequency Hopping kể về cuộc đời của Lamarr và Antheil. Vở kịch do Elyse Singer viết kịch bản và dàn dựng sân khấu. Kịch bản tác phẩm đã giành giải vở kịch mới về khoa học và công nghệ xuất sắc nhất từ STAGE. Trong bộ phim tài liệu chế nhại The Chronoscope (2009), do Andrew Legge làm đạo diễn kiêm phụ trách kịch bản, nhà khoa học hư cấu người Ireland Charlotte Keppel dường như được phỏng theo Hedy Lamarr. Bộ phim sử dụng phép châm biếm nền chính trị cực đoan ở thập niên 1930 và thuật lại câu chuyện về một nhóm phát xít hư cấu đánh cắp được một thiết bị do Keppel phát minh. Chiếc kính hiển vi này có thể nhìn thấy quá khứ, nên nhóm đã sử dụng nó để làm ra các bộ phim tuyên truyền về những anh hùng của họ trong quá khứ.
Ngày 20 tháng 5 năm 2010, Lamarr nằm trong số 150 người thuộc ngành công nghệ thông tin có mặt trong bộ phim ngắn Hiệp hội máy tính Anh phát hành. Cùng năm 2010, Thư viện công cộng New York trưng bày triển lãm Thirty Years of Photography at the New York Public Library (30 năm nghề nhiếp ảnh tại Thư viện công cộng New York), đưa vào một bức ảnh chụp hình Lamarr (k. 1930) lộ ngực trần do nhiếp ảnh gia người Mỹ gốc Áo Trude Fleischmann thực hiện. Năm 2011, câu chuyện về phát minh trải phổ nhảy tần của Lamarr được khám phát trong một tập thuộc chương trình Dark Matters: Twisted But True của Science Channel. Đây là loạt chương trình khám phá mặt tối của khám phá và thử nghiệm khoa học, được trình chiếu vào ngày 7 tháng 9. Công trình nâng cấp bảo mật không dây của Lamarr cũng được nhắc đến trong tập ra mắt chương trình How We Invented the World của Discovery Channel. Cùng năm 2011, diễn viên Anne Hathaway tiết lộ cô được biết nguyên mẫu của nhân vật Catwoman là dựa trên Lamarr, vì thế cô đã nghiên cứu mọi bộ phim của Lamarr và kết hợp một vài kỹ thuật thở của bà vào màn thể hiện nhân vật Catwoman của cô trong phim điện ảnh Kỵ sĩ bóng đêm trỗi dậy (2012).
Ngày 9 tháng 11 năm 2015, nhân kỷ niệm 101 năm ngày sinh của Lamarr, Google đã tri ân sự lao động của Hedy Lamarr trong điện ảnh và đóng góp của bà cho sự tiến bộ của khoa học bằng một Google Doodle hoạt họa. Năm 2016, Lamarr được miêu tả trong vở kịch off-Broadway mang tên HEDY! The Life and Inventions of Hedy Lamarr. Đây là vở kịch do một phụ nữ (Heather Massie) độc diễn. Cùng năm 2016, vở kịch off-Broadway, chương trình độc diễn Stand Still and Look Stupid: The Life Story of Hedy Lamarr có sự tham gia diễn xuất của Emily Ebertz và do Mike Broemmel chắp bút kịch bản đã đi vào sản xuất. Cũng trong năm ấy, nhân vật Whitney Frost trong bộ phim truyền hình Agent Carter được lấy cảm hứng từ Hedy Lamarr và Lauren Bacall.
Năm 2017, diễn viên Celia Massingham thủ vai Lamarr trong tập sáu, mùa ba thuộc loạt phim truyền hình Legends of Tomorrow của The CW có tên gọi "Helen Hunt". Tập phim lấy bối cảnh tại số 1937 Hollywoodland. Tập phim được trình chiếu vào ngày 14 tháng 11 năm 2017. Cũng trong năm 2017, một bộ phim tài liệu về sự nghiệp diễn xuất và cả sự nghiệp phát minh của Lamarr có tựa đề Bombshell: The Hedy Lamarr Story, đã ra mắt tại Liên hoan phim Tribeca 2017. Bộ phim tài liệu do Alexandra Dean đạo diễn kiêm phụ trách kịch bản, và do Susan Sarandon làm nhà sản xuất. Ngày 24 tháng 11 năm 2017, phim được trình chiếu tại các rạp, rồi được phát sóng trên chương trình American Masters của PBS vào tháng 5 năm 2018. Năm 2018, diễn viên Alyssa Sutherland thủ vai Lamarr trong tập ba, mùa hai bộ phim truyền hình Timeless của NBC, có tựa đề "Hollywoodland". Tập phim được trình chiếu vào ngày 25 tháng 3 năm 2018. Năm 2019, diễn viên kiêm nhạc sĩ Johnny Depp sáng tác một ca khúc có tên gọi "This Is a Song for Miss Hedy Lamarr" cùng Tommy Henriksen. Bài hát được đưa vào album 18 (2022) của Depp và Jeff Beck. Cùng năm 2019, tác phẩm tiểu sử về Hedy Lamarr mang tên The Only Woman in the Room do Marie Benedict chắp bút được Sourcebooks Landmark xuất bản. Cuốn sách là tác phẩm bán chạy nhất của New York Times, USA Today và Cuốn sách tiêu biểu của Barnes & Noble. Năm 2019, tác phẩm được vinh danh ở Đại sảnh Danh vọng của Library Reads.
Năm 2021, Lamarr được nhắc đến trong tập đầu tiên của loạt phim What If...? của Marvel. Tập phim lên sóng vào ngày 11 tháng 8 năm 2021. Tháng 5 năm 2023, một tác phẩm vũ đạo có tên gọi Hedy Lamarr: An American Muse được Linze Rickles McRae thực hiện nhằm tôn vinh bà. Những người diễn cùng Linze là cô con gái Azalea McRae cùng các học trò tại trường dạy vũ đạo của bà - Nhạc viện vũ đạo Downtown ở Gadsden, AL. Tháng 7 năm 2024, bối cảnh chính mùa hai loạt chương trình Star Trek Prodigy của Netflix/Nickelodeon/Paramount là tàu khoa học USS Voyager, NCC-74656-A. Đây là một loại tàu vũ trụ thuộc lớp Lamarr - phân loại tàu ghi danh những cống hiến khoa học của Lamarr.